# Benthamia cinnabarina
Benthamia cinnabarina là một loài thực vật có hoa trong họ Lan. Loài này được (Rolfe) H.Perrier mô tả khoa học đầu tiên năm 1934.